# Zabolotînți, Mlîniv
Zabolotînți (în ucraineană Заболотинці) este un sat în comuna Novosilkî din raionul Mlîniv, regiunea Rivne, Ucraina.

## Demografie
Componența lingvistică a localității Zabolotînți
     Ucraineană (100%)
Conform recensământului din 2001, toată populația localității Zabolotînți era vorbitoare de ucraineană (100%).